# فانيسا مودي
فانيسا مودي (بالإنجليزية: Vanessa Moody)‏ هي عارضة أمريكية، ولدت في 20 نوفمبر 1996.

## وصلات خارجية
- فانيسا مودي على موقع دليل عارضات الأزياء (الإنجليزية)